# El Tamarugal (tỉnh)
El Tamarugal là một tỉnh ở Vùng Tarapacá, Chile. Tỉnh lỵ là Pozo Almonte. Tỉnh này được đặt tên theo Pampa del Tamarugal. Tỉnh Tamarugal có diện tích 39.930 km² và dân số 22.531 người.

## Các đô thị
Tỉnh này có 5 đô thị (comuna):
- Camiña
- Colchane
- Huara
- Pica
- Pozo Almonte